# Traci Loader
Traci Loader (*  2. März 1970 in Newmarket, Ontario) ist eine kanadische Maskenbildnerin.

## Leben
Loader begann ihre Arbeit in der Filmbranche Anfang der 1990er Jahre als Maskenbildnerin an Filmen wie Hurt Penguins, Little Devils, Nothing to Lose oder Jungle Law.
Seit 2015 wirkte Loader wiederholt an Filmen des Regisseurs Robert Eggers mit, so an The Witch, Der Leuchtturm und Nosferatu – Der Untote. Insgesamt umfasst ihr Schaffen mehr als 130 Produktionen.
Für ihre Arbeit am Maskenbild in Nosferatu – Der Untote wurde sie bei der Oscarverleihung 2025 gemeinsam mit David White und Suzanne Stokes-Munton für den Oscar für das beste Make-up und die besten Frisuren nominiert.
Loader ist Mitglied der International Alliance of Theatrical Stage Employees. Sie lebt in Toronto.

## Filmografie
- 1992: Hurt Penguins
- 1992: Psycho Pike
- 1993: Little Devils: The Birth
- 1994: Nothing to Lose
- 1995: Jungle Law (Street Law)
- 1995: The Donor – Out of Law (The Donor)
- 1995: Knockout (No Exit)
- 1996: Verraten & verkauft (Captive Heart: The James Mink Story, Fernsehfilm)
- 1996: Serum X (Electra)
- 1996: Bullet in the Dark (When the Bullet Hits the Bone)
- 1996: Specimen – Der Alien-Terminator (Specimen)
- 1996: Terminal Rush
- 1996: Der Kopfgeldjäger (Moving Target)
- 1996: Spill – Tödlicher Virus (Virus)
- 1997: Tödlicher Irrtum (Double Take)
- 1997: Virus C.I.A. – In feindlicher Absicht (Hostile Intent)
- 1997: Leichenschmaus am Hochzeitstag (The Undertaker's Wedding)
- 1997: Inner Action
- 1997–1998: Nikita (La Femme Nikita, Fernsehserie, 44 Episoden)
- 1998: Fear – Im Angesicht der Angst (Papertrail)
- 1998: Airborne – Bete, dass sie nicht landen! (Airborne)
- 1998: White Raven – Diamant des Todes (The White Raven)
- 1999: Rocky Marciano (Fernsehfilm)
- 1999: Lost Memory – Water Damage (Water Damage)
- 1999: Killing Moon (Fernsehfilm)
- 2000: Jill Rips
- 2000: Weites Feld der Hoffnung (Run the Wild Fields, Fernsehfilm)
- 2000: A Tale of Two Bunnies (Fernsehfilm)
- 2001: RoboCop: Prime Directives (Miniserie, 4 Episoden)
- 2001: Full Disclosure
- 2001: A Nero Wolfe Mystery (Fernsehserie, 6 Episoden)
- 2001: Focus
- 2002: Signals – Experiment außer Kontrolle (Deceived)
- 2002: The Skulls II
- 2002: Expecting
- 2002: Die Pferde des Himmels (Touching Wild Horses)
- 2003: Absolon
- 2003: Jasper, Texas (Fernsehfilm)
- 2003: Den of Lions
- 2003: Detention – Die Lektion heißt Überleben! (Detention)
- 2003: The Republic of Love
- 2003: Silver Man
- 2004: The Good Shepherd
- 2004: Childstar
- 2004–2005: Degrassi: The Next Generation (Fernsehserie, 22 Episoden)
- 2005: Land of the Dead
- 2005: Queer as Folk (Fernsehserie, 6 Episoden)
- 2005: Crazy for Christmas (Fernsehfilm)
- 2005: Wir sehen uns bei Vollmond (Christmas in Boston, Fernsehfilm)
- 2006: Love Thy Neighbor (Fernsehfilm)
- 2006: Night of Terror (Fernsehfilm)
- 2006: Gospel of Deceit (Fernsehfilm)
- 2006: Me and Luke (Fernsehfilm)
- 2007: Jump In! (Fernsehfilm)
- 2007: She Drives Me Crazy (Fernsehfilm)
- 2007: Roxy Hunter und der abgedrehte Geist (Roxy Hunter and the Mystery of the Moody Ghost, Fernsehfilm)
- 2007: ’Til Death Do Us Part (Fernsehserie, 9 Episoden)
- 2008: M.V.P. (Fernsehserie, 10 Episoden)
- 2008: Camille – Die Geschichte einer unglaublichen Liebe (Camille)
- 2008: Roxy Hunter und das Geheimnis des Schamanen (Roxy Hunter and the Secret of the Shaman, Fernsehfilm)
- 2008: Othello the Tragedy of the Moor (Fernsehfilm)
- 2008: True Confessions of a Hollywood Starlet (Fernsehfilm)
- 2008: Roxy Hunter and the Horrific Halloween (Fernsehfilm)
- 2009: Aaron Stone (Fernsehserie, 14 Episoden)
- 2009: Leslie, My Name Is Evil
- 2009: Christmas Dreams (Fernsehfilm)
- 2010: Camp Rock 2: The Final Jam (Fernsehfilm)
- 2010: Oliver Sherman
- 2010–2012: Flashpoint – Das Spezialkommando (Flashpoint, Fernsehserie, 23 Episoden)
- 2011: XIII – Die Verschwörung (XIII: The Series, Fernsehserie, 2 Episoden)
- 2011: Combat Hospital (Fernsehserie, 12 Episoden)
- 2011: I’m Yours
- 2012: The Lesser Blessed
- 2012: Mein Babysitter ist ein Vampir (My Babysitter’s a Vampire, Fernsehserie, 2 Episoden)
- 2013: Cottage Country
- 2013: Bomb Girls (Fernsehserie, 2 Episoden)
- 2013: The Listener – Hellhörig (The Listener, Fernsehserie, 1 Episode)
- 2013: The Art of the Steal – Der Kunstraub (The Art of the Steal)
- 2013–2014: Saving Hope (Fernsehserie, 9 Episoden)
- 2014: Bomb Girls: Facing the Enemy (Fernsehfilm)
- 2014: Wolves
- 2014: Herbststurm (October Gale)
- 2014: Dr. Cabbie
- 2014: Debug – Feindliches System (Debug)
- 2015: The Witch
- 2015: End of Days, Inc.
- 2015: A Christmas Horror Story
- 2015–2016: Bitten (Fernsehserie, 20 Episoden)
- 2016: Rupture – Überwinde deine Ängste (Rupture)
- 2016: ARQ
- 2016: The Night Before Halloween (Fernsehfilm)
- 2017: Love of My Life
- 2017: Der Nebel (The Mist, Fernsehserie, 10 Episoden)
- 2017: The Trench (Trench 11)
- 2018: 52 Words for Love
- 2019: Polar
- 2019: The Silence
- 2019: Der Leuchtturm (The Lighthouse)
- 2019: Slasherman – Random Acts of Violence (Random Acts of Violence)
- 2020: Possessor
- 2020: Zombies 2 – Das Musical (Zombies 2, Fernsehfilm)
- 2020: Magical Imperfection (Dokumentarfilm)
- 2020: Flashback (The Education of Fredrick Fitzell)
- 2021: Saw: Spiral (Spiral: From the Book of Saw)
- 2021: Night Raiders
- 2021: The Desperate Hour (Lakewood)
- 2022: Firestarter
- 2022–2023: Star Trek: Strange New Worlds (Fernsehserie, 7 Episoden)
- 2023: The Last of Us (Fernsehserie, 2 Episoden)
- 2023: Infinity Pool
- 2024: Azrael – Angel of Death (Azrael)
- 2024: Nosferatu – Der Untote (Nosferatu)